# Daniel Gutiérrez Arango
Daniel Gutiérrez Arango (Abejorral, 12 de agosto de 1866-Manizales, 11 de febrero de 1933) fue un médico, político y empresario colombiano, promotor de la fundación del Departamento de Caldas y de la ciudad de Caicedonia (Valle del Cauca). Además, fue gerente de la Empresa de Burila, gobernador de Caldas y congresista. 

## Vida
Nació en Abejorral, Antioquia, hijo de José María Gutiérrez Álvarez y de Anselma Arango Uribe. Primero estudió medicina en la Universidad Nacional en Bogotá, de donde se graduó en 1888 para después adelantar estudios en Estados Unidos y Europa. Fue médico militar, participando de las guerras civiles del final del siglo XIX en Colombia. En 1884 participa de la fundación de la Empresa de Burila, de la cual se volvió gerente después de un tiempo, convirtiéndose en uno de los mayores especuladores de tierras en la entonces Provincia del Quindío y del Valle del Cauca. 
Para finales del siglo XIX, la iglesia en Colombia se encontraba preocupada por un posible triunfo de los liberales en las guerras civiles, razón por la cual se impulsó la fundación de la diócesis de Manizales, que serviría más adelante como eje de la fundación de un nuevo departamento. Para entonces Daniel Gutiérrez ejercía altos cargos en el Gobierno, y junto con su medio hermano Alejandro Gutiérrez Arango, utilizó estos puestos para promover este proyecto, logrando en que en 1900 se concretara la fundación de la diócesis de Manizales, considerado un primer paso para la fundación de un departamento al sur de Antioquia.
Para 1905 respaldó como representante de la élite de Manizales el proyecto del liberal Rafael Uribe Uribe que planteaba la fundación de este departamento, el cual llevaría el nombre de "Córdoba" en homenaje el prócer de la independencia José María Córdova. El Presidente Rafael Reyes, buscando debilitar a los antiguos estados soberanos, tomó el proyecto y quiso erigir el departamento bajo el nombre de "Departamento de Los Andes". Sin embargo, el nombre fue vetado por los representantes en el Congreso de Cauca, que exigieron que se llamara Caldas en honor a Francisco José de Caldas. Pese a que esto nuevo nombre se encontró con la oposición de los congresistas antioqueños, que exigían como nombre Córdoba, finalmente el departamento es erigido el 11 de abril de 1905 con el nombre de Departamento de Caldas.
Entre tanto, Gutiérrez Arango se volvió miembro de la Academia Nacional de Medicina, asistiendo a congresos médicos en Roma y París. Años más adelante, en 1910, cuando fungía como gerente de la Empresa de Burila, recibe la solicitud de algunos ciudadanos de fundar una población en tierra de la empresa, para lo cual él insta a las familias de terratenientes Henao y Hurtado para que cedieran los terrenos para dar lugar a esta población, bajo la promesa de compensarse con otros lotes de la compañía. La propuesta es aceptada y el 3 de agosto de 1910 se firma el acta de la primera fundación de Caicedonia. Como gerente de esa empresa colaboró a los primeros pobladores de Caicedonia enviando arquitectos e influyendo para que se elevara de corregimiento de Zarzal a municipio en 1923. 
En 1926 un grupo de ciudadanos caldenses forman un movimiento para exigir al Presidente Miguel Abadía Méndez el regreso a la gobernación del hermano de Gutiérrez Arango, Pompilio Gutiérrez Arango. Para satisfacer a las masas, Méndez nombra a Daniel Gutiérrez como Gobernador de Caldas el 2 de diciembre de 1926. Durante su mandato termina la construcción e inaugura el Palacio de la Gobernación de Caldas, el cual había sido devastado por un incendio en 1925. En 1929 es condecorado junto a su hermano Pompilio con la Legión de Honor por el embajador de Francia en Colombia. Durante su mandato como gobernador inauguró la carretera al pacífico, obra promovida por el estado.
A lo largo de su vida además sería senador, representante a la cámara, miembro de la junta directiva del Ferrocarril de Caldas y cónsul de Colombia en Londres.